# Jonathan Rhys Meyers
Jonathan Rhys Meyers (* 27. července 1977, Dublin, Irsko) je irský herec a model známý pro svou roli ve filmu Sametová extáze (Velvet Goldmine) z roku 1998, za ztvárnění Elvise Presleyho v biografické minisérii Elvisovy začátky a Jindřicha VIII. v historickém dramatu Tudorovci (The Tudors).
V roce 2006 hrál společně s Tomem Cruisem ve filmu Mission: Impossible III.

## Filmografie

### Vybrané filmy
| rok  | film                              | role                  |
| ---- | --------------------------------- | --------------------- |
| 1994 | A Man of No Importance            | první mladý muž       |
| 1996 | The Killer Tongue                 | Rudolph               |
| 1996 | The Disappearance of Finbar       | Finbar Flynn          |
| 1996 | Michael Collins                   | Collinsův vrah        |
| 1997 | The Maker                         | Josh Minnell          |
| 1997 | Telling Lies in America           | Kevin Boyle           |
| 1998 | Sametová extáze                   | Brian Slade           |
| 1998 | Guvernantka                       | Henry Cavendish       |
| 1998 | B. Monkey                         | Bruno                 |
| 1998 | Kmen                              | Adam                  |
| 1999 | Ztráta sexuální nevinnosti        | Nic                   |
| 1999 | Jízda s ďáblem                    | Pitt Mackeson         |
| 1999 | Titus                             | Chiron                |
| 2001 | Prozac Nation                     | Noah                  |
| 2001 | Tangled                           | Alan Hammond          |
| 2001 | Teď už dobrý                      | Mark Wraith           |
| 2002 | Blafuj jako Beckham               | Joe                   |
| 2003 | Tesserakt                         | Sean                  |
| 2003 | Oktanový kult                     | otec                  |
| 2003 | Pomsta bratra                     | Davey                 |
| 2003 | The Emperor's Wife                | Chamberlain           |
| 2003 | Lev v zimě                        | Filip II. August      |
| 2004 | Jarmark marnosti                  | George Osborne        |
| 2004 | Alexandr Veliký                   | Cassander             |
| 2005 | Match Point                       | Chris Wilton          |
| 2006 | Mission: Impossible III           | Declan                |
| 2007 | Melodie mého srdce                | Louis Connelly        |
| 2008 | Útěk z Huang Shi                  | George Hogg           |
| 2008 | A Film with Me in It              | cameo                 |
| 2009 | Shelter                           | Adam                  |
| 2009 | From Paris with Love              | James Reese           |
| 2009 | Mandrake                          | Mandrake              |
| 2013 | Mortal Instruments: Město z kostí | Valentine Morgenstern |

### Televize
| rok       | název                             | role                        |           |
| --------- | --------------------------------- | --------------------------- | --------- |
| 1996      | Biblické příběhy: Samson a Dalila | čtrnáctiletý Samson         |           |
| 2000      | Gormenghast                       | Steerpike                   |           |
| 2002      | The Magnificent Ambersons         | George Amberson Minafer     |           |
| 2003      | The Lion in Winter                | Philip                      |           |
| 2005      | Elvisovy začátky                  | Elvis Presley               |           |
| 2007–2010 | Tudorovci                         | král Jindřich VIII.         |           |
| 2013–2014 | Drákula                           | Drákula / Alexander Grayson | 10 epizod |
| 2017–2019 | Vikingové                         | Heahmund                    | 16 epizod |